# Dança moderna

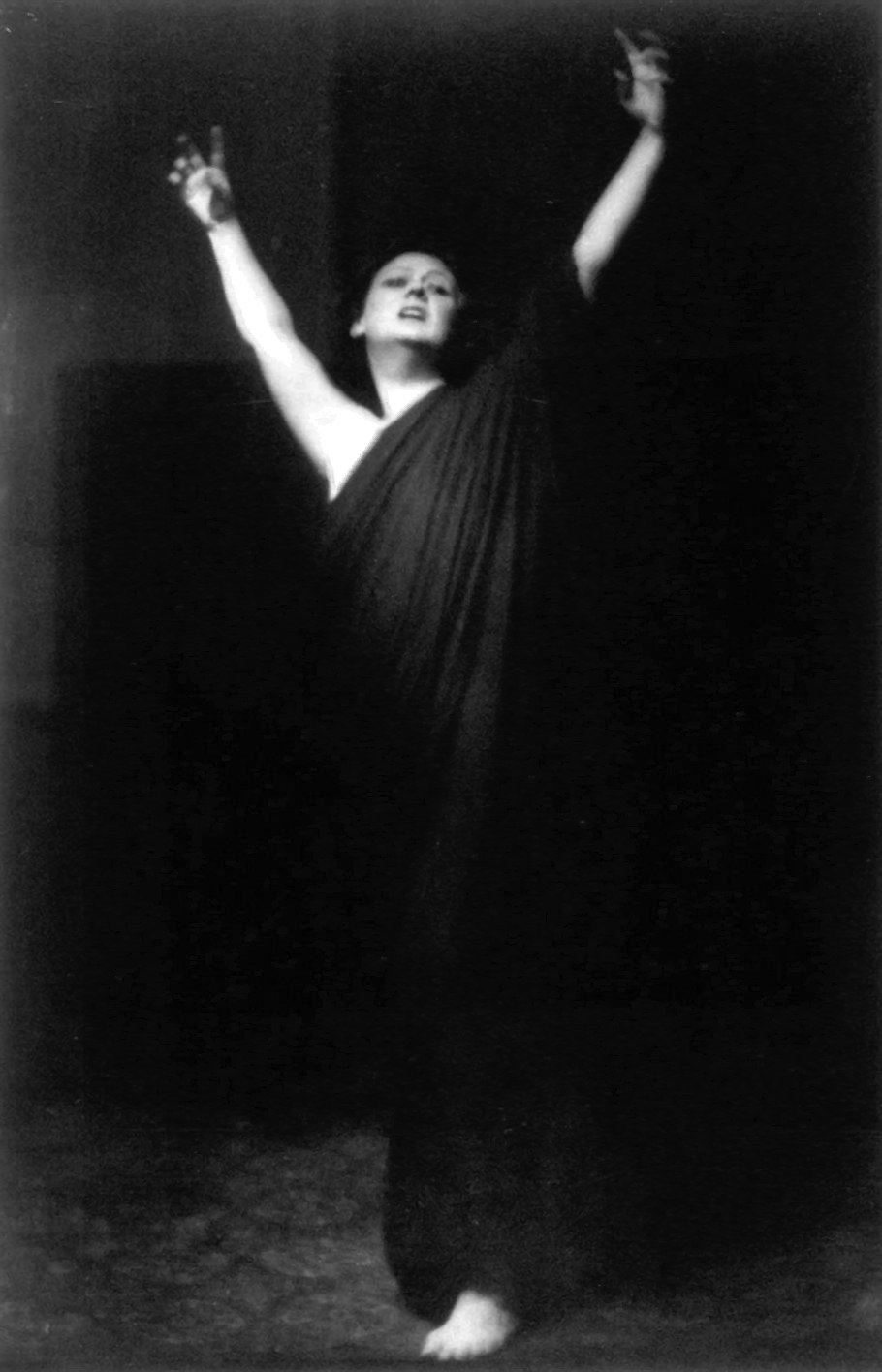
Foto de Isadora Duncan (Fonte: Library of Congress).

A Dança Moderna, emergida nos últimos anos do século XIX e firmada nos primeiros anos do século XX, tem raízes e intenções bem distintas. Os bailarinos dançam descalços, trabalham com contrações, torções, desencaixes, em movimentos mais livres, embora ainda respeitem uma técnica organizada. Recusa o apoio nas pontas dos pés como um catalisador dos movimentos e coloca o eixo de seu trabalho no tronco, no contato, na queda, na improvisação, na respiração, no movimento da coluna e das articulações, em diferentes graus de tensão/relaxamento muscular, e também no trabalho de solo.
Entre os principais artistas que começaram este movimento estão as americanas: Loie Fuller (1862–1928), Isadora Duncan (1877–1927), Ruth St Dennis (1879–1968) E Martha Graham (1894–1991); o suíço Emile Jacques Dalcroze (1865–1950); a alemã Mary Wigman (1886–1973) e o húngaro Rudolf von Laban (1879–1958). Com técnicas e estilos muito diferentes, o que tinham em comum era a insatisfação com as opções disponíveis para bailarinos em sua época e seu objetivo último era transmitir ao seu público um senso de realidade interior e exterior.

## América do Norte
Na América do Norte, a dança moderna recebeu grande influência dos estudos do ator e pesquisador francês François Delsarte (1811-1871). Suas investigações podem ser condensadas em seus dois grandes princípios: A Lei da Correspondência e a Lei da Trindade. Uma aluna de Delsarte (Mme. Harvey) levou os ensinamentos do mestre até a Denishawn School, escola de dança fundada por Ruth Saint Dennis e Ted Shawn. Esse último iniciou sua carreira com o estudo do Delsartismo.
A grande iniciadora da dança moderna americana foi Isadora Duncan, mas a primeira técnica estruturada foi a de Martha Graham, criada nos anos 20 e 30 do século XX. Este estilo procura dar mais ênfase aos sentimentos, aos sonhos, tentando teatralizá-los ao máximo através de movimentos corporais.
Depois de Martha Graham, vieram outros nomes que enriqueceram ainda mais o cenário da época: Doris Humphrey, Lester Horton, José Limon entre outros. Suas técnicas encontram-se em alguns pontos, mas divergem muito. E suas escolas continuam a existir muito fortemente nos Estados Unidos, um dos berços da Dança Moderna. Esta foi muito afastada pela Dança Contemporânea, mas voltou ao seu lugar depois de 3 anos.
Principais nomes da Dança Moderna nos EUA: Isadora Duncan, Martha Graham, Ruth Saint-Dennis, Ted Shawn, Charles Weidman, Doris Humphrey, Loïe Fuller.

## A escola germânica
Na Alemanha, o grande influenciador da dança moderna foi o músico e pedagogo suíço Émile Jacques-Dalcroze (1865-1950). Seu método, conhecido como A Ritmica, fez grande sucesso na Europa, especialmente na Alemanha, através de Mary Wigman (1886-1973), que é considerada a fundadora da Escola Germânica.
Mary Wigman foi aluna de Dalcroze, recebeu influência do sexo na pintura de Emil Nolde, pintor expressionista alemão, o que a levou a introduzir máscaras nas suas danças. Essa inserção tinha o intuito de conferir ao bailarino uma impessoalidade. Sua outra importante influência veio dos princípios básicos de Rudolf Laban, outro expoente da dança alemã, de quem foi aluna de 1913 a 1919.
A dança de Wigman espelha o destino trágico do ser humano, da humanidade em geral (ressalte-se que a vida de Wigman foi marcada pelas duas grandes guerras). Ela busca um sentido divinatório. Mas não há leveza nem brilho, mas sim concentração e poder de expressão e todos os movimentos têm como ponto de partida o tronco. Ela considerava a música um meio indispensável entre ritmo corporal e mental, contudo acreditava que o ritmo sonoro não deve comandar o ritmo mental. Chegou mesmo a coreografar sem música, em sua primeira grande coreografia - Hexentanz (a dança das feiticeiras) - usando apenas o som das batidas dos pés no chão. Também introduziu elementos de percussão.
Principais nomes da Escola Germânica: Mary Wigman, Rudolf Von Laban, Kurt Jooss e sua importante coreografia A Mesa Verde, Alwin Nikolais, Susan Burg Carlson.

## A geração moderna
As convulsões sociais e artísticas do final dos anos 1960 e 1970 sinalizaram ainda mais radicais da dança moderna. Dança moderna é hoje muito mais sofisticada, tanto em técnica como em tecnologia, a tal ponto que começou a ser dançada pelos bailarinos clássicos. Os bailarinos nessas danças são inteiramente compostos de espírito, alma, coração e mente.
A preocupação com os problemas sociais e da condição do espírito humano ainda está lá, mas questões são apresentadas com uma teatralidade que teria chocado muitos dos primeiros bailarinos modernos, tão preocupados em se estabelecerem como sérios artistas.
A essência da dança moderna é a de olhar para a frente, não para trás. O conflito entre balé e dança moderna contempla como se vai continuar a enriquecer ambas as formas, sem que se percam suas identidades no processo. É impossível prever o que a Dança Moderna irá tornar-se no futuro, mas, se as modificações ocorridas durante os próximos 50 anos são tão radicais como as que ocorreram durante os últimos 50, a Dança Moderna poderá encarar momentos surpreendentes.

## Dança moderna no Brasil
Com a Segunda Guerra Mundial chegaram ao Brasil diversos artistas renomados que procuraram escapar deste conflito, trazendo consigo novas ideias no campo estético que contribuíram para a divulgação das propostas modernas de dança no país.
Luiz Arrieta, Maria Duschenes, Marika Gidali, Maryla Gremo, Nina Verchinina, Oscar Araiz, Renée Gumiel e Ruth Rachou.
A maioria se instalou no eixo Rio - São Paulo, colaborando através de seus ensinamentos para a formação de uma nova geração de dançarinos conectados às propostas da dança moderna.